# Pseudoboletia occidentalis
Pseudoboletia occidentalis is een zee-egel uit de familie Toxopneustidae.
De wetenschappelijke naam van de soort werd in 1921 gepubliceerd door Hubert Lyman Clark.